# Ньямлагира
Ньямлаги́ра или Ньямурагира (Nyamulagira, Nyamuragira) — активный щитовой вулкан в горах Вирунга (территория национального парка Вирунга, Демократическая Республика Конго).
Вулкан находится в 25—30 км к северу от озера Киву, сливается основанием с вулканом Ньирагонго. Ньямлагира является самым активным вулканом Африки. Со времени начала наблюдений он извергался 32 раза. Ньямлагира поставляет в атмосферу значительную часть серы, извергаемой вулканами мира.
Вулкан расположен в пределах Великих Африканских Рифтов. Продукты извержения вулкана представлены преимущественно высококалиевыми базальтами.
Вулкан имеет форму очень пологого купола, на вершине которого находится кальдера (порядка 2 x 2,3 км) с крутыми, частично разрушенными стенами и плоским дном. На склонах — многочисленные паразитические шлаковые конуса.
Объём постройки Ньямлагира оценивается в 500 км³, а площадь покрываемая лавовыми потоками вулкана в 1500 км².
Найденная в районе вулкана оса получила название Pristonesia nyamuragira.

## Исторические извержения
C 1882 года отмечено более 35 извержений (1865, 1882, 1894, 1896, 1899, 1901, 1902, 1904, 1905, 1906, 1907, 1907, 1908, 1909, 1912—13, 1920, 1921—38, 1938—40, 1948, 1951, 1951—52, 1954, 1956, 1957, 1958, 1967, 1971, 1976—77, 1980, 1981—82, 1984, 1986, 1987—88, 1989, 1991—93, 1994, 1996, 1998, 2000, 2001, 2002, 2004, 2011—12, 2014—15).
В кратере вулкана с 1921 по 1938 существовало лавовое озеро. Во время извержения 1938 года, лавовые потоки изливались по юго-западному склону, и достигли озера Киву.
В 1998 году протяженность излившихся лавовых потоков Ньямлагира оценивается в 11 км.

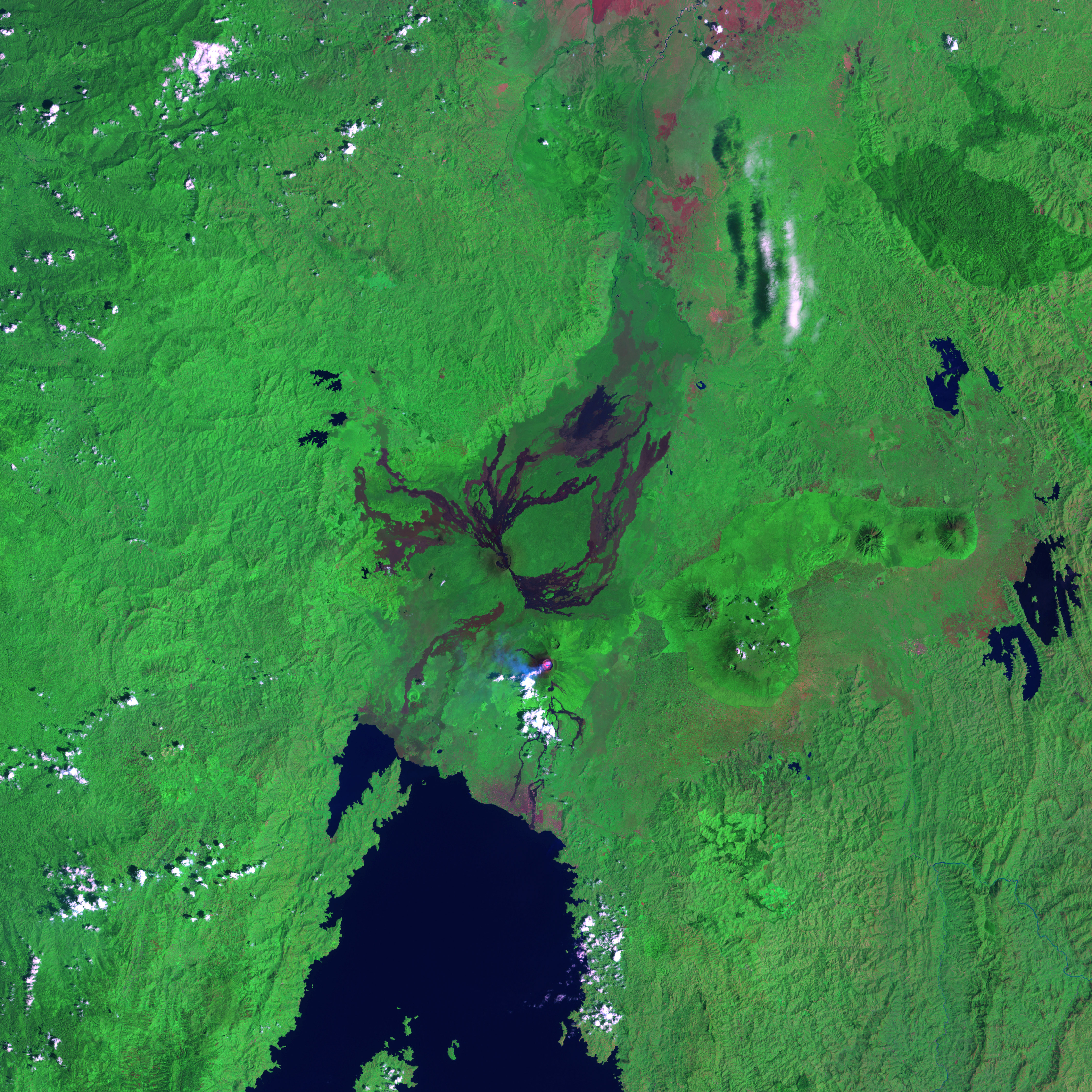
Спутниковое фото вулканов Ньямлагира (по центру) и Ньирагонго, январь 2007 года. Хорошо видны лавовые потоки